# Батурин, Александр Андрианович
Александр Андрианович Батурин (25 декабря 1909, Воронеж — 5 августа 1981, Москва) — советский шахматный композитор; международный арбитр (1961), заслуженный тренер РСФСР (1966). Инженер-экономист. Председатель комиссии по шахматной композиции Шахматной федерации РСФСР (1965—1975). Редактор отдела композиции журнала «Шахматы в СССР» (1945—1961). С 1927 года опубликовал около 250 задач, преимущественно двухходовок.

## Книги
- Избранные задачи Л. И. Куббеля, М., 1958 (соавтор).